# Catedrala Notre-Dame din Paris
Catedrala Notre-Dame din Paris (în română Catedrala „Doamna Noastră”, cu referire la Fecioara Maria) este un monument al arhitecturii gotice timpurii din Franța, sediu al Arhiepiscopiei Parisului. Catedrala se află pe Île de la Cité, în centrul Parisului.

## Istoric
Construcția a început în anul 1163, pe locul unui lăcaș de cult dedicat sfântului diacon Ștefan. În 1182, episcopul Maurice de Sully a sfințit altarul, dar construcția catedralei a durat din 1163 până în 1345. Construcția clădirii cu cinci nave s-a terminat prin lucrările de pe fațada vestică, iar pe la mijlocul secolului al XIV-lea, prima capodoperă a stilului gotic timpuriu era gata. Cu toate că desenele inițiale și strana evocau încă stilul romanic, aici s-au aplicat pentru prima oară soluții arhitecturale specifice stilului gotic.
Fațada dantelată și cele două turnuri patrulatere, de câte 69 m fiecare, radiază mult echilibru. Intrarea în catedrală se face prin trei porți bogat ornamentate, care evocă simbolurile stilului gotic târziu. Impresia spațială în interiorul bisericii este copleșitoare, zidurile ei se înalță pe trei rânduri de coloane. De proporții impozante, 130 m lungime, 45 m lățime, 35 m înălțime, unde încap până la 10.000 de persoane. Nava principală este împodobită cu statui și picturi.
În timpul iacobinilor (1793-1794) catedrala a fost profanată devenind Templu al Rațiunii și loc unde erau citite și dezbătute operele iluminiștilor, ca parte a Cultului Ființei Supreme. Catedrala a redevenit catolică în urma concordatului lui Napoleon I cu papa Pius al VII-lea din 1801, Napoleon fiind încoronat aici împărat al Franței pe data de 2 decembrie 1804.
Catedrala Notre-Dame din Paris este vizitată de circa 13 milioane de persoane anual, ceea ce înseamnă o medie zilnică de 30.000 de oameni. În zilele cu afluența ridicată, pricinuită de sărbători sau evenimente importante, se poate ajunge chiar și la 50.000 de oameni. Vorbind despre vitralii, trebuie să amintim de cele trei roze ale catedralei, care reprezintă una din marile opere de artă ale creștinătății. Roza de sud, numită și La Rose du 
Midi, este un dar din partea regelui Ludovic al IX-lea al Franței și este consacrată Noului Testament.

### Incendiul din 15 aprilie 2019
Pe 15 aprilie 2019, ora 19:50 (ora Europei de Est), un incendiu a izbucnit pe acoperișul catedralei. Se presupune că incendiul ar fi fost cauzat de lucrările de renovare realizate pe clădire, după o cerere de reparare de urgență din 2018. Clădirile din zonă au fost evacuate. Turnul-fleșă al catedralei s-a prăbușit. Flăcările au înghițit partea superioară a catedralei, inclusiv vârful, care s-a prăbușit.

## Restaurarea
După încheierea restaurării, cu ocazia redeschiderii și sfințirii lăcașului restaurat, în 8 decembrie 2024, arhiepiscopul Parisului a așezat în masa altarului moaștele a cinci sfinți: fericitul Vladimir Ghika, sfânta Madeleine-Sophie Barat, sfânta Marie-Eugénie Milleret, sfânta Catherine Labouré și sfântul Charles de Foucauld, personalități ale Bisericii care au marcat viața Diecezei de Paris.

## Fotogalerie

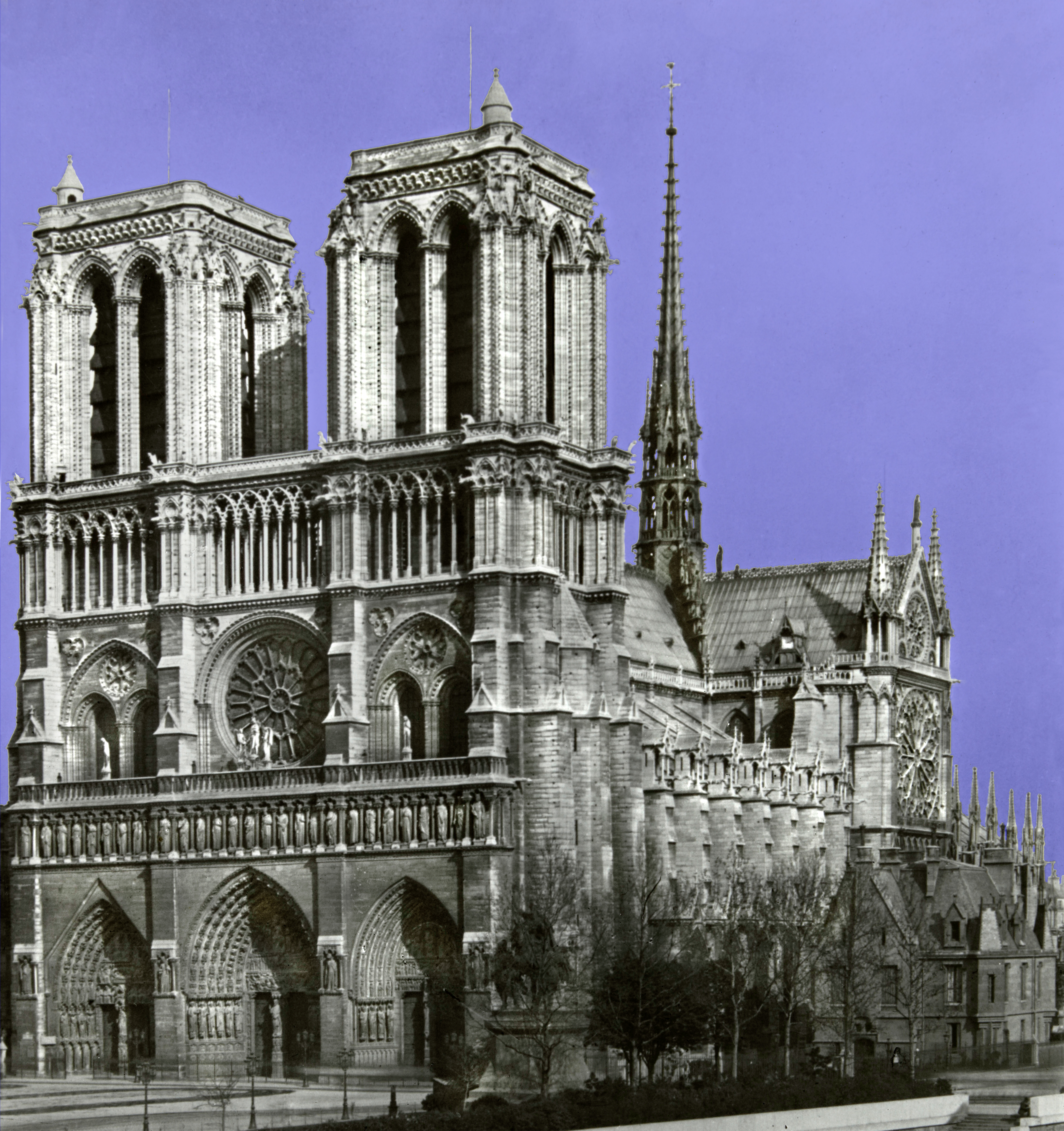
Catedrala Notre-Dame din Paris, ca. 1930
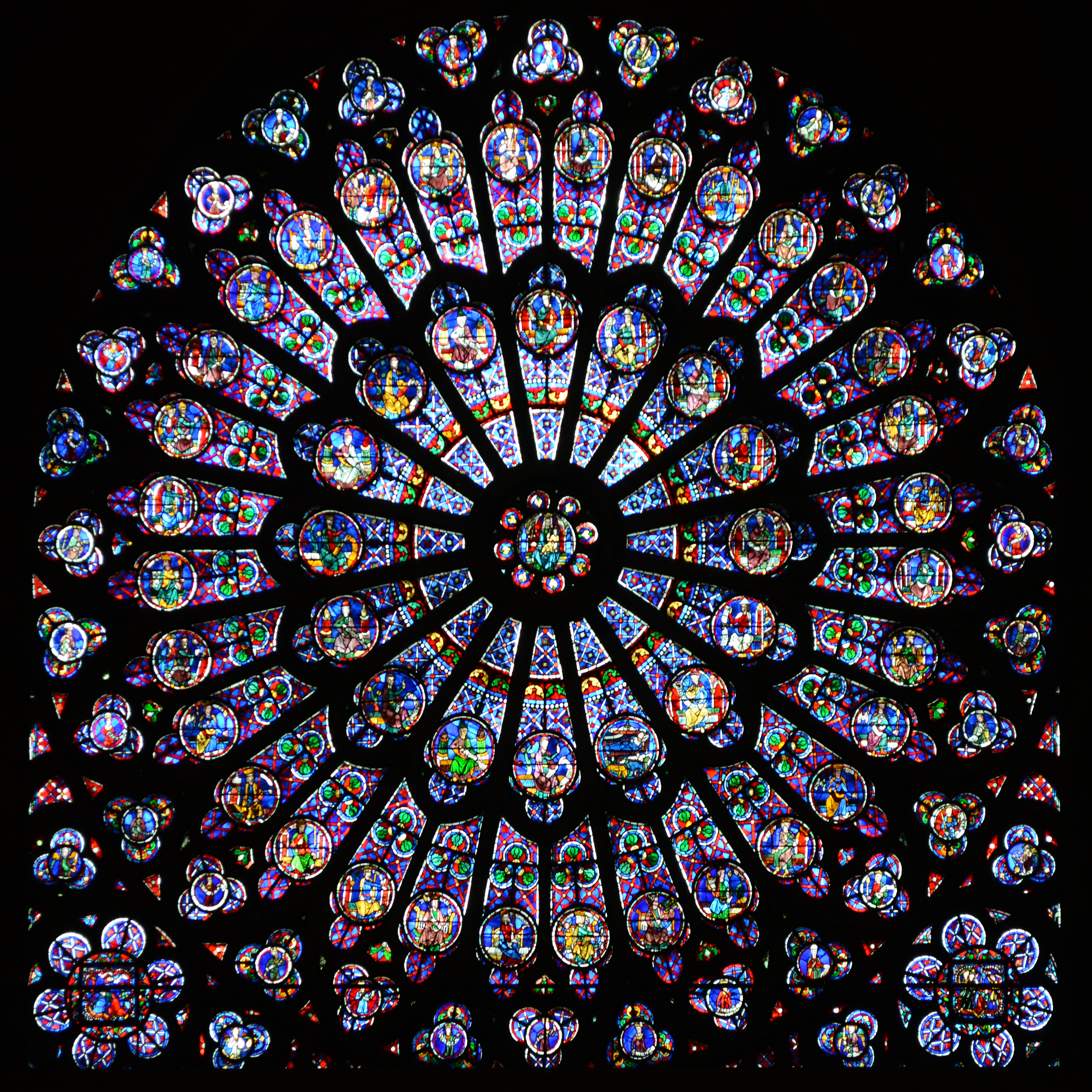
Roza de nord
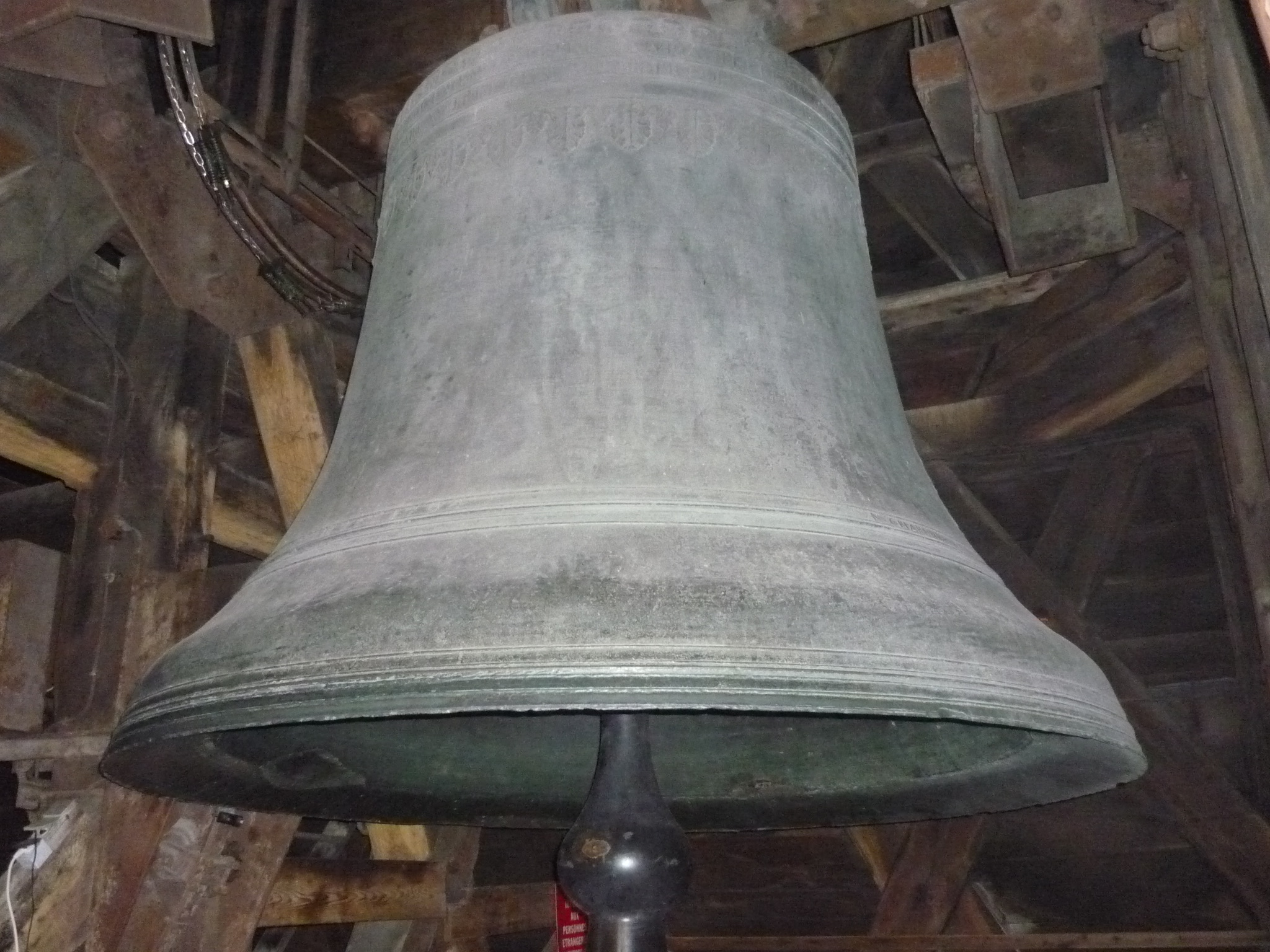
Emmanuel, cel mai mare clopot al catedralei
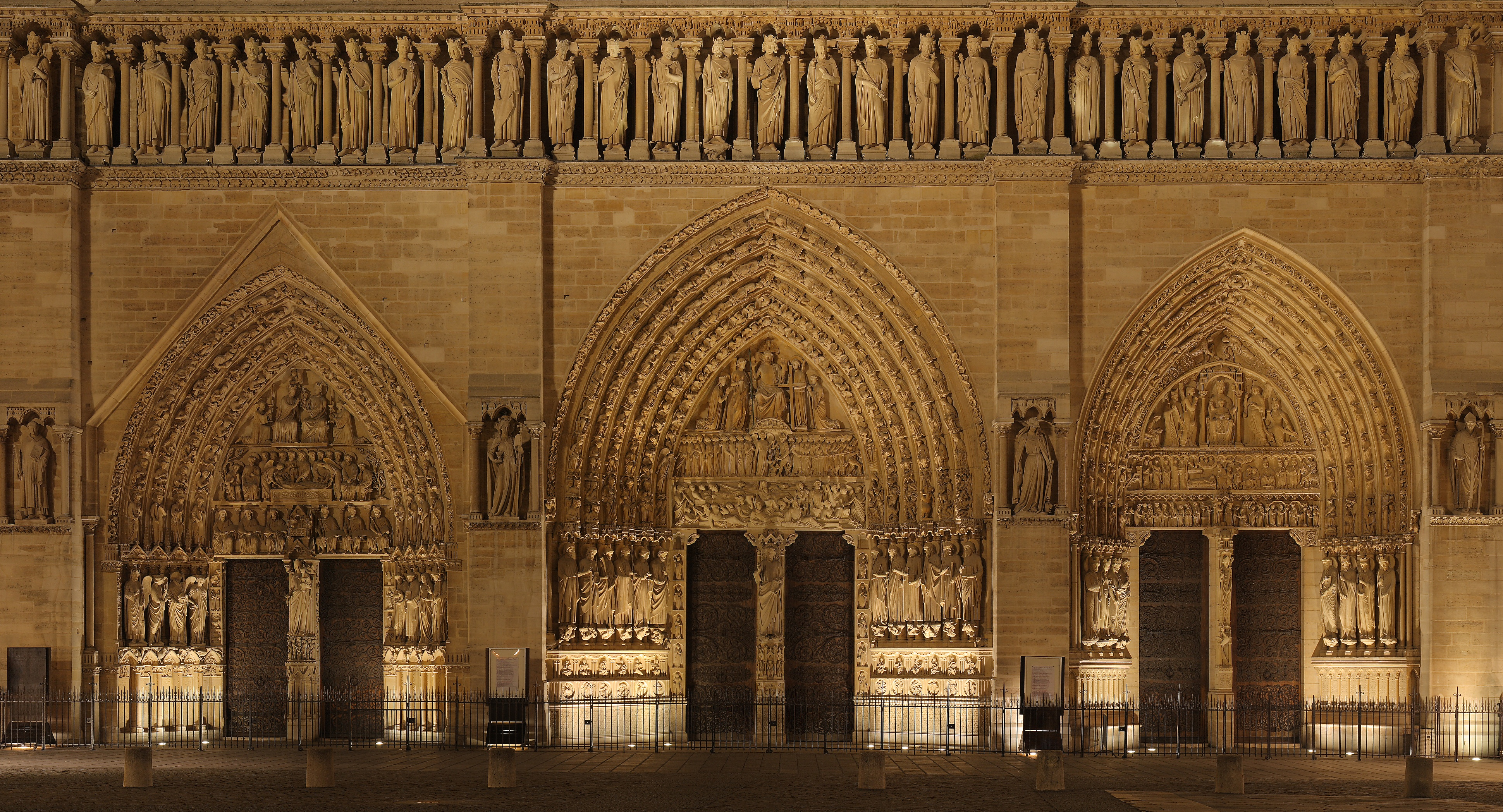
Fațada Notre-Dame cu portalurile Fecioarei Maria, Judecății de Apoi (centru) și Sfintei Ana
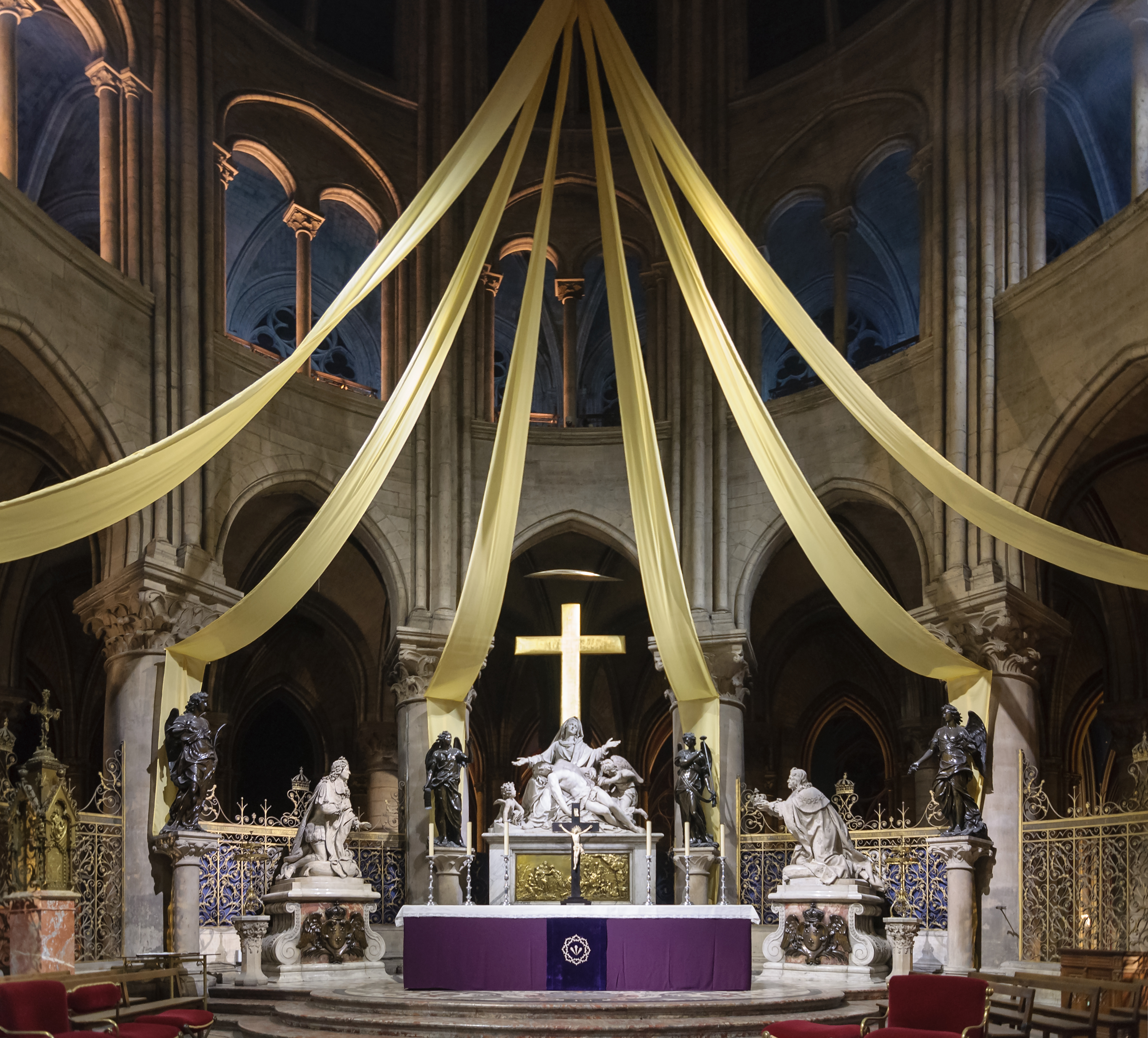
Altarul principal.
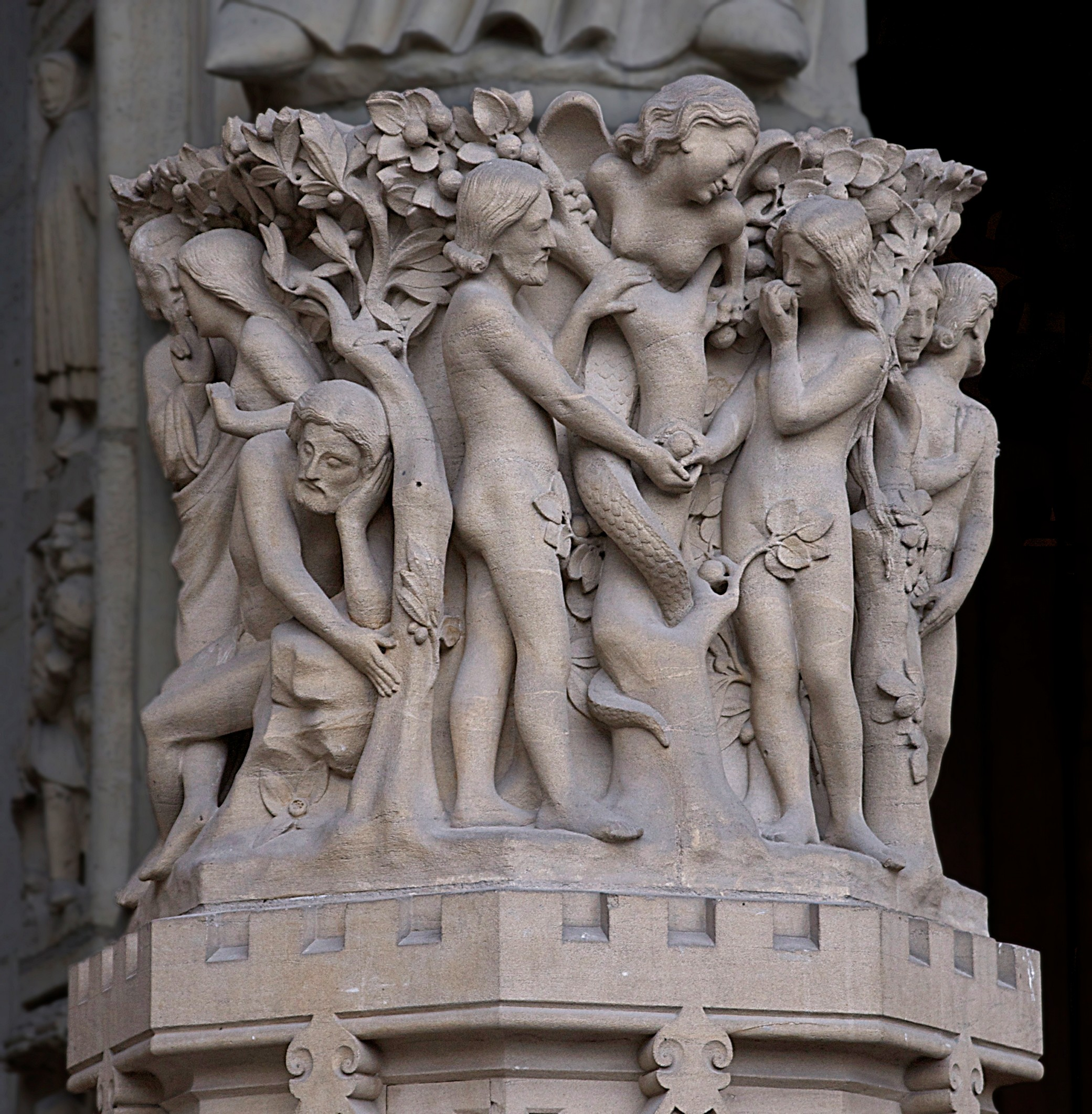
Ispitirea lui Adam de către Diavol în grădina Edenului.